# Austerlitzpolder
De Austerlitzpolder is een polder ten zuiden van Zuidzande in de Nederlandse provincie Zeeland, behorende tot de Ottevaere en Van Dammepolders.
De Franse generaal Dominique Vandamme, die een overwinning voor Napoleon Bonaparte behaalde in de Slag bij Austerlitz, werd door Bonaparte in 1805 beloond met een concessie voor het inpolderen van schorren in het Nieuwerhavense Gat en het Coxysche Gat. De eerste polder die hij deed bedijken lag aan de noordzijde van het Coxysche Gat. Dit werd de Austerlitzpolder, die 90 ha beslaat.
De Austerlitzpolder wordt begrensd door de Austerlitzdijk, de Oude Zeedijk en de Veerhoekdijk.